# Parkersburg
Parkersburg è una città degli Stati Uniti, capoluogo della Contea di Wood, nello Stato della Virginia Occidentale.
La popolazione era di 33 099 abitanti nel censimento del 2000, passati a 31 617 nel 2007.